# Матеус Гонше
Матеус Гонше (порт. Matheus Gonche; нар. 5 січня 1999, Резенді, Ріо-де-Жанейро, Бразилія) — бразильський плавець.
Учасник Олімпійських Ігор 2020 року.
Призер Південнамериканських ігор 2018 року.